# David Jonsson
David Jonsson, född 4 september 1993, är en brittisk skådespelare.
Jonsson har bland annat medverkat i TV-serien Industry. Han har även medverkat i filmerna Alien: Romulus och Rye Lane.

## Filmografi (i urval)
- 2020–2022 – Industry (TV-serie)
- 2023 – Rye Lane
- 2023 – Mord är lätt (TV-serie)
- 2024 – Alien: Romulus
- 2025 – The Long Walk